# Tervassaari (ö i Södra Savolax)
Tervassaari är en ö i Finland. Den ligger i sjön Haukivesi och i kommunen Nyslott i  landskapet Södra Savolax, i den sydöstra delen av landet, 270 km nordost om huvudstaden Helsingfors. Öns största längd är 5,8 kilometer i öst-västlig riktning.